# Discípulas del Crucificado
Discípulas del Crucificado (oficialmente en italiano: Discepole del Crocifisso) es un instituto secular femenino de la Iglesia católica, sin votos y de derecho diocesano, fundado por el religioso barnabita italiano Gaetano María Barbieri, en Monza, Italia, en 1962.

## Historia
Luego del capítulo general de los barnabitas de 1958, en Bologna (Italia), el religioso Gaetano María Barbieri es encargado de unificar en un solo instituto a las diferentes asociaciones femeninas seculares que trabajaban al lado de la orden. Para ello, en 1959, el religioso sentó las bases para la formación de un instituto secular en el que sus miembros, sin hacer votos, se consagraran al servicio de Dios y de la Iglesia, desde sus vidas ordinarias. El primer consejo directivo se formó el 22 de febrero de 1962, en Monza (Italia), fecha y lugar considerados como los de la fundación.
El 1 de abril de 1964 el instituto es reconocido oficialmente por el superior general de los barnabitas y el 30 de mayo de 1993, es reconocido por el cardenal Carlo Maria Martini, para la fecha arzobispo de Milán, como instituto secular femenino de derecho diocesano.

## Organización
El Instituto Discípulas del Crucificado es una organización católica, secular e internacional, de derecho diocesano, perteneciente a la familia barnabita. El gobierno es ejercido por una presidente que lleva por título «hermana mayor». La sede central se encuentra en Cernusco Lombardone (Como-Italia). Sus miembros se consagran mediante los consejos evangélicos, siguiendo la espiritualidad paulina de los barnabitas, pero sin hacer votos públicos ni vivir obligatoriamente en comunidad.
En 2017, el instituto contaba con unas 39 miembros,de incorporación definitiva, presentes en Italia y República Democrática del Congo.